# Auto-stop génétique
L’auto-stop génétique est un processus par lequel un allèle augmente sa fréquence d’apparition de par sa liaison à un autre gène positivement sélectionné. La proximité sur un chromosome permet aux gènes d’être entraînés dans un balayage sélectif (en) permis par un gène avantageux alentour. D’une manière plus générale, l’auto-stop génétique peut désigner un changement de fréquence dans l’apparition d’un allèle dû à n’importe quelle forme de sélection, allant de la sélection d’arrière-plan (en) à la mutation délétère.
La fixation (en) conséquente est aléatoire. D’un point de vue traditionnel, ce processus stochastique est principalement déterminé par des erreurs de réplication qui, quand elles sont neutres, produisent la dérive génétique. Mais au fur et à mesure que la rareté d’un allèle diminue, l’auto-stop génétique pourrait prendre le pas.

## Avantage pour les mutateurs
Si l’on imagine le cas d’un allèle mutateur fictif (M) qui entraînerait une augmentation des mutations alentour, avec (A) un allèle fixé, alors la présence de (M) pourrait engendrer la mutation de (A) en (A*), un allèle plus avantageux pour la sélection naturelle. L’individu porteur de ce chromosome modifié aura ainsi plus de chances de se reproduire et donc de transmettre son allèle (A*) modifié qui se répandra plus vite et augmentera sa fréquence d’apparition. De par sa proximité avec (A*), la fréquence de (M) augmentera de la même façon. Il est important de noter que cet auto-stop ne fonctionne que sur des allèles très proches : la recombinaison génétique ayant plus de chances de séparer (M) de (A*) quand la distance qui les sépare s’agrandit. Il en découle que les espèces asexuées sont plus avantagées par l’auto-stop du fait d’un brassage génétique moins important.